# Auckland (település)
Auckland (hivatalosan Auckland City, maori neve Tāmaki-makau-rau vagy egyszerűen csak az Auckland átírása: Ākarana) Új-Zéland legnagyobb városa, az Északi-szigeten helyezkedik el. A város népessége a 2008-as adatok szerint 438 100, azonban elővárosaival együtt 1,4 millió ember él itt, az ország lakosságának 31%-a. A város a székhelye Auckland régiónak és Auckland Régió Tanácsának is. Auckland város a környező településekkel együtt alkotja a tágabb értelemben vett Aucklandet.
A Mercer-féle életminőség-vizsgálat szerint 2018-ban a város Münchennel megosztva a világon a 3. helyet kapta a külföldiek számára legélhetőbb városok listáján. Az Economist Intelligence Unit 2021-es életminőség-rangsorának 1. helyén végzett.

## Földrajza
A város kialakulását rendkívül kedvező földrajzi fekvésének köszönheti, ami mind a maorik, mind az európai telepesek számára vonzó volt. Egy, a legkeskenyebb részén kevesebb mint két kilométer széles keskeny földszoroson fekszik, ami Új-Zéland Északi-szigetének északi és déli részét köti össze egymással. A földszoros két oldalán kitűnő természetes kikötőöblök vannak, amelyek a Tasman-tenger, illetve a Csendes-óceán felé nyílnak.

### Vulkanizmus
A város és környékének területe egyetlen monogenetikus vulkáni mező, az Aucklandi vulkáni mező (Auckland Volcano Field). A városközponttól mért 30 kilométeres körben mintegy ötven olyan kis bazaltvulkánt azonosítottak a geológusok, amelyek az elmúlt 250 000 évben törtek ki, általában csak egy alkalommal. A következő tűzhányó-kitörés legtöbbször egy másik helyen zajlott le a térségen belül. Az eddigi utolsó ilyen eseményre 600 évvel ezelőtt került sor, ennek révén keletkezett a Rangitoto-sziget a Hauraki-öbölben, az aucklandi kikötő bejáratánál. A vulkanológiai kutatások folyamatosan pontosítják a térség múltjáról alkotott képet, ami azért is különösen fontos, hogy a polgári védelem fel tudjon készülni egy esetleges következő kitörés során szükségessé válható kitelepítésre. Ugyanis a város egész területe geológiailag aktív vulkáni területnek számít, ahol bármikor megindulhat egy újabb tűzhányó keletkezése vagy egy régebbi feléledése. Az is lehetséges azonban, hogy erre legközelebb csak évezredek múlva kerül sor.

## Éghajlat
| Hónap                                         | Jan. | Feb. | Már. | Ápr. | Máj. | Jún. | Júl. | Aug. | Szep. | Okt. | Nov. | Dec. | Év   |
| --------------------------------------------- | ---- | ---- | ---- | ---- | ---- | ---- | ---- | ---- | ----- | ---- | ---- | ---- | ---- |
| Rekord max. hőmérséklet (°C)                  | 30,0 | 30,5 | 29,8 | 26,0 | 24,6 | 23,8 | 19,0 | 20,6 | 22,0  | 23,6 | 25,9 | 28,3 | 30,5 |
| Átlagos max. hőmérséklet (°C)                 | 23,1 | 23,7 | 22,4 | 20,1 | 17,7 | 15,5 | 14,7 | 15,1 | 16,5  | 17,8 | 19,5 | 21,6 | 18,9 |
| Átlagos min. hőmérséklet (°C)                 | 15,2 | 15,8 | 14,4 | 12,1 | 10,3 | 8,1  | 7,1  | 7,5  | 8,9   | 10,4 | 12,0 | 14,0 | 11,3 |
| Rekord min. hőmérséklet (°C)                  | 5,6  | 8,7  | 6,6  | 3,9  | 0,9  | −1,1 | −3,9 | −1,7 | 1,7   | −0,6 | 4,4  | 7,0  | −3,9 |
| Átl. csapadékmennyiség (mm)                   | 73   | 66   | 87   | 99   | 113  | 126  | 145  | 118  | 105   | 100  | 86   | 93   | 1213 |
| Havi napsütéses órák száma                    | 229  | 195  | 189  | 157  | 140  | 110  | 128  | 143  | 149   | 178  | 188  | 197  | 2003 |
| Forrás: NIWA Climate Data, CliFlo, MetService |      |      |      |      |      |      |      |      |       |      |      |      |      |

## Demográfia

### A népesség változása
| Lakosok száma | 954 000 | 1 346 091 | 1 470 100 |
|               | 1996    | 2018      | 2020      |

### Etnikumok
Számos etnikai csoport van jelen Aucklandben, így az ország legkozmopolitább városa. Történelmileg a lakosság többségében európai származású volt, de az utóbbi évtizedekben az ázsiai és más nem európai származásúak aránya jelentősen nőtt. Az európaiak továbbra is a város lakosságának legnagyobb csoportját alkotják, de már nem alkotnak többséget.
A 2018-as népszámláláskor az Auckland városi területén élő emberek 48,1%-a volt európai, 31,6%-a ázsiai, 17,5%-a csendes-óceáni eredetű, 11,5%-a maori, 2,5 %-a közel-keleti, latin-amerikai és/vagy afrikai, 1,0%-a pedig más eredetű volt. (Az összesítés több mint 100%-ot tesz ki, mivel egyesek több etnikummal tudnak azonosulni).
A 2018-as adatok alapján a legnagyobb, külföldön született csoportot a kínaiak adták, őket követték az indiaiak, majd harmadik helyen az angliai születésűek.

### Vallás
A 2013. évi népszámláláskor a vallási megoszlás a következő volt:
- 48,5 százaléka kötődött a kereszténységhez
- 11,7 százaléka a nem keresztény vallásokhoz,
- 37,8 százaléka vallástalan,
- 3,8 százalék elutasította a válaszadást.

A római katolicizmus a legnagyobb keresztény felekezet 13,3 százalékkal, ezt követi az anglikánizmus (9,1 százalék) és a presbiteriánus (7,4 százalék).
Az Ázsiából származó legutóbbi bevándorlás tovább növelte a város vallási sokszínűségét, a buddhizmushoz, a hinduizmushoz, az iszlámhoz és a szikhizmushoz kötődő emberek számát, bár nincsenek pontos adatok. Van egy kicsi, nagy múltú zsidó közösség is.

## Közlekedés

### Légi
Nemzetközi repülőtere az Aucklandi repülőtér.

## Testvérvárosok
Aucklandnek hat testvérvárosi és két partnervárosi kapcsolata van. Ezek Hamburgon kívül mind a csendes-óceáni térségben vannak.
| - Testvérvárosok - Brisbane, Queensland, Ausztrália - Kanton, Kuangtung, Kína - Hamburg, Németország - Fukuoka, Japán - Puszan, Dél-Korea - Los Angeles, Kalifornia, Amerikai Egyesült Államok | - Partnervárosok - Tomioka, Gunma, Japán - Sinagava, Tokió, Japán |

## Panoráma

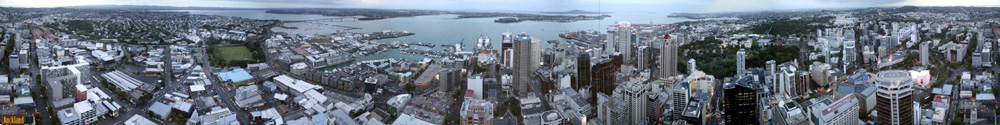
Auckland a Sky Towerből nézve

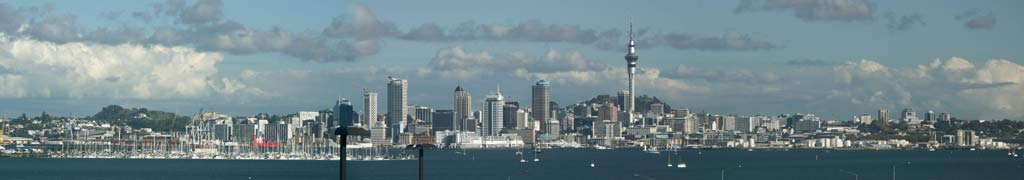
Városkép